# Paulo Schroeber

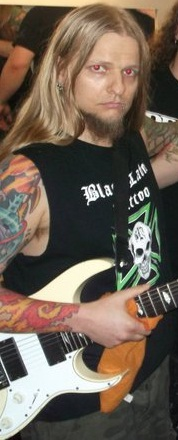
Paulo Schroeber en Almah.

Paulo Schroeber (Caxias do Sul, Río Grande del Sur, 18 de agosto de 1973 - ibídem, 24 de marzo de 2014) fue un guitarrista brasileño, más conocido por su trabajo con Almah. Fue un miembro de Astafix, Hammer 67, Burning in Hell y Fear Ritual en el momento de su muerte.

## Carrera
Con su primera banda, Fear Ritual de death metal melódico, lanzó un CD de Split por Wild Rags Records en Los Ángeles, con un logro de una buena recepción en los Estados Unidos. 
Paulo también participó durante un corto período de tiempo en bandas como Burning Hell and Predator, que tuvo sus pistas grabadas con ellos, así como haber participado en una serie de composiciones. Por otra parte, con la banda de Fall Up, tuvo más de doscientos conciertos en el estado de Rio Grande do Sul, trabajó como un hombre lateral para varios artistas de la región, también grabó y produjo algunos discos.

## Muerte
Paulo Schroeber murió el 24 de marzo de 2014, después de una cirugía sin éxito de restablecer un dispositivo similar a un marcapasos artificial que llevaba en el pecho.